# 中国驻联合国非洲经济委员会代表列表
本列表为中国（中华人民共和国）驻联合国非洲经济委员会历任代表名录。

## 历任中国驻联合国非洲经济委员会代表

### 中华人民共和国驻联合国非洲经济委员会代表（2016年至今）
2016年3月，中国政府开始任命驻联合国非洲经济委员会代表，由驻非盟使团团长兼任。
| 姓名   | 任命      | 到任         | 递交全权证书  | 免职 | 离任      | 外交衔级 | 外交职务 | 备注     | 备注 |
| ------ | --------- | ------------ | ------------- | ---- | --------- | -------- | -------- | -------- | ---- |
| 旷伟霖 | 2016年3月 |              | 2016年3月21日 |      | 2018年6月 | 大使     | 代表     | 驻非盟兼 |      |
| 刘豫锡 |           | 2018年8月5日 | 2018年8月24日 |      | 2022年3月 | 大使     | 代表     | 驻非盟兼 |      |
| 胡长春 |           | 2022年7月8日 | 2022年8月4日  |      | 2025年6月 | 大使     | 代表     | 驻非盟兼 |      |
| 蒋烽   |           | 2025年7月1日 | 2025年7月8日  | 现任 |           | 大使     | 代表     | 驻非盟兼 |      |